# Københavns belejring (1523)
 For alternative betydninger, se Københavns belejring. (Se også artikler, som begynder med Københavns belejring)
Københavns belejring i 1523 var en belejring af København, som foregik fra juni 1523 og frem til januar 1524 udført af den senere konge Frederik 1.
Årsagen var, at Christian 2. var blevet stærkt upopulær efter gennemførelsen af en række reformer, der fik både adelen og bønderne til at rejse sig i oprør. I januar 1523 opsagde adelen sin aftale med kongen og brændte hans lovtekster i Viborg i Jylland. Man fik overtalt Christian 2.s farbror, hertug Frederik af Holsten, til at stille tropper til rådighed mod, at han ville blive indsat som konge. Christian 2. forlod landet i april samme år med sin familie, og oprøret bredte sig til hele landet. I København og Malmø forsvarede man som de eneste steder kongen.
Hertug Frederik og hans feltherre Johan Rantzau påbegyndte belejringen den 10. juni 1523. Den fortsatte frem til 6. januar 1524. Efter Københavns fald forstærkede Frederik 1. byens forsvarsværker betydeligt.